# Neoromicia zuluensis
Neoromicia zuluensis là một loài động vật có vú trong họ Dơi muỗi, bộ Dơi. Loài này được Roberts mô tả năm 1924.